# 2043
Het jaar 2043 is een jaartal in de 21e eeuw volgens de christelijke jaartelling. Dit jaar start op een donderdag en Pasen valt dit jaar op 29 maart.

## Fictieve gebeurtenissen
- In 2043 maken volgens de videogame Alien Legacy mensen en aliens voor het eerst contact met elkaar.
- In de videogame Ace Combat breekt er een oorlog uit tussen Neucom Inc. en General Resource Ltd., deze oorlog eindigt in 2044.
- De videogame Rise of the Robots speelt zich af in november 2043.
- De film The Postman speelt zich in 2043 af.
- De film The Book of Eli speelt zich in 2043 af.
- In de televisieserie 12 Monkeys reist James Cole vanuit het jaar 2043 met een tijdmachine naar de tegenwoordige tijd.